# Holocentropus cornutus
Holocentropus cornutus là một loài Trichoptera hóa thạch trong họ Polycentropodidae.